# Savva (Lesnych)
Savva (světským jménem: Jevgenij Vladimirovič Lesnych; * 28. října 1973, Dobrinka) je ruský duchovní Ruské pravoslavné církve a biskup armavirský a labinský.

## Život
Narodil se 28. října 1973 v sídle Dobrinka Lipecké oblasti.
Studoval na pedagogickém učilišti v Usmani. Poté nastoupil na Moskevský duchovní seminář a následně na Moskevskou duchovní akademii. Roku 1998 byl přijat do Trojicko-sergijevské lávry, kde byl 25. března 1999 postřižen na monacha se jménem Savva na počest svatého Sávy Srbského.
Dne 31. května 1999 byl biskupem verejským Jevgenijem (Rešetnikovem) rukopoložen na jerodiákona a 7. dubna 2004 biskupem sergijevo-posadským Feognostem (Guzikovem) na jeromonacha. Roku 2010 byl povýšen na igumena. Sloužil v chrámu svatých mučedníků ze Sebaste při vodopádu Gremjačem.
Dne 30. května 2024 jej Svatý synod zvolil biskupem armavirským a labinským. Za čtrnáct  dní byl povýšen na archimandritu a biskupská chirotonie proběhla 21. července v katedrálním chrámu Proměnění Páně ve Tveru. Hlavním světitelem byl patriarcha moskevský a celé Rusi Kirill.